# Harutjun Merdinjan
Harutjun Geghami Merdinjan (armenisch Հարություն Գեղամի Մերդինյան; Fédération-Internationale-de-Gymnastique-Schreibweise nach engl. Transkription Harutyun Merdinyan; * 16. August 1984 in Jerewan, Armenische SSR, Sowjetunion) ist ein armenischer Kunstturner. Seine bisher größten Erfolge sind der Gewinn der Bronzemedaille am Pauschenpferd bei den Turn-Weltmeisterschaften 2015 in Glasgow sowie der Gewinn der Goldmedaille am Pauschenpferd bei den Turn-Europameisterschaften 2016 in Bern. 2022 gewann er bei den European Championships 2022 in München die Goldmedaille am Pauschenpferd.